# Есаян, Маркар
Маркар Есаян (тур. Markar Esayan; 4 февраля 1969, Стамбул — 16 октября 2020, Стамбул) — турецкий писатель, журналист и политический деятель армянского происхождения. Депутат Великого национального собрания Турции 25-го, 26-го и 27-го созывов от Партии справедливости и развития (2015—2020). Член Центрального центрального и исполнительного советов Партии справедливости и развития.

## Биография
Родился 4 февраля 1969 года в Стамбуле. Отец — армянин-христианин, а мать — черкешенка-мусульманка. Получил начальное и среднее образование в частной армянской католической начальной школе Бомонти, а среднее образование — в частной армянской средней школе «Гетронаган». В 1995 году окончил школу управления бизнесом при Анатолийском университете.
Публиковался в армянской еженедельной газете «Агос», издающейся в Стамбуле. С 2001 года являлся штатным колумнистом в газете «Агос», в период когда главным редактором был Грант Динк, убитый в 2007 году. Есаян также работал координатором издательского дела и обозревателем ежедневной газеты Taraf, где некоторое время занимал должность главного редактора. С 2013 по 2016 год писал для ежедневной газеты Yeni Şafak. Кроме того вплоть до сентября 2020 года публиковался в ежедневной газете Akşam.
Его первый роман «Тесная комната настоящего» получил премию Инкилапа Китабеви 2004 года и уже в следующем году был опубликован. Второй роман «Встреча» был опубликован в октябре 2007 года. Третий роман «Иерусалим» был опубликован в 2011 году. Есаян также является автором научно-популярной книги «Хорошие дела», опубликованной в 2011 году и включающей написанные им в разные годы статьи и эссе. В 2013 году в соавторстве с Джемилем Эртемом опубликовал книгу «60 дней, остановивших мир: площадь, государственный переворот, демократия», посвящённую волнениям в Турции 2013 года.
В 2015 году стал представителем Стамбула в Великом национальном собрании Турции от Партии справедливости и развития. Есаян вместе с Каро Пайланом (Демократическая партия народов) и Селиной Доган (Республиканская народная партия) впервые за 55 лет занял депутатское кресло в турецком парламенте будучи армянином. В 2015 и 2018 годах он был переизбран депутатом парламента. Также он занимал пост заместителя председателя Комитета соответствия Европейскому Союзу и являлся членом Объединённого парламентского комитета Турции и Европейского союза.
В октябре 2019 года стало известно о том, что Есаян начал проходить длительный курс лечения. В феврале 2020 года лечившегося политика навестил президент Турции Реджеп Тайип Эрдоган. Есаян скончался 16 октября 2020 года от рака желудка в возрасте 51 года. Его похоронили 22 октября 2020 года на армянском кладбище в Шишли после церемонии прощания в Церкви Сурб Аствацацин в Кумкапы. На похоронах присутствовал президент Турции Реджеп Тайип Эрдоган и ряд других государственных деятелей. Патриарх армян Турции Саак II Машалян назвал участие должностных лиц турецкого государства в похоронах первым подобным случаем в истории армян Турции.

## Взгляды
В интервью, опубликованном в ежедневной газете Yeni Şafak 6 июля 2015 года, Маркар Есаян заявил: «Я — армянин-христианин. При этом я являюсь гражданином Турции. Я не могу отделить два этих понятия друг от друга… Я счастлив, что родился в этой стране, счастлив быть гражданином Турции».
Есаян, как и правящая в Турции Партия справедливости и развития, считал геноцид армян «ссылкой». После того, как президент Турции Реджеп Тайип Эрдоган в 2014 году выразил соболезнования потомкам армян, убитых во время событий 1915 года, Есаян был в числе тех, кто предложил выдвинуть его на Нобелевскую премию мира.
В 2017 году Есаян заявил, что христиане свободно живут в Турции.
После признания Сенатом США геноцида армян, Есаян заявил, что данное решение «не имеет ничего общего с историей», так как причиной данного акта является желание США наказать Турцию за покупку С-400 у России и операцию в Сирии.
Виновными в Ходжалинской резне Есаян считал армянские вооружённые силы, совершившие, по его мнению, в 1992 году акт геноцида при содействии российских военных.